# Dead Space 2
Dead Space 2 ist ein Horror-Third-Person-Shooter, der von Visceral Games (ehemals EA Redwood Shores) für PC, PlayStation 3 und Xbox 360 entwickelt wurde. Das Survival-Horror-Spiel mit Science-Fiction-Szenario ist das zweite Spiel in der Dead-Space-Reihe. Der Spieler übernimmt wieder die Rolle des Schiffs- bzw. Kommunikationsingenieurs Isaac Clarke, der drei Jahre nach den Ereignissen des ersten Spiels in einem Krankenhaus der Raumstadt Sprawl auf den Überresten des Saturnmondes Titan aufwacht.

## Handlung

### Vorgeschichte
Im Animationsfilm Dead Space: Aftermath wird erwähnt, dass Isaac Clarke einige Tage nach den Ereignissen des ersten Spiels halb verhungert von einem Regierungsschiff abgefangen und in Stase versetzt wurde, da die Regierung glaubt, dass er durch seinen Kontakt zum Marker den Schlüssel zur Erschließung der vollkommenen Macht der menschlichen Spezies darstellt.
Auch die Church of Unitology hat ein Interesse an Clarke. Laut den Lehren ihres Gründers Michael Altmans läutet der Marker die „Konvergenz“ ein, welche die Menschheit bzw. die Anhänger der Church auf die nächste Stufe der Evolution heben soll. Die Konvergenz entpuppt sich allerdings als Massensuizid, der den Necromorphs helfen soll mehr Nährboden für die Ausbreitung zu erlangen. Als Altman 2214 durch Zufall den Black Marker am Grund des Chicxulub-Krater vor der Jucatanküste entdeckt, ist er das erste Opfer, das vom Marker manipuliert wird und scheinbar aus eigenem Antrieb die Church of Unitology gründet, deren Ziel einzig und allein die Anwerbung von Mitgliedern für die Konvergenz war.
Es stellt sich heraus, dass Craig Markoff die Church of Unitology von Altmann gründen ließ, um die Pläne des EarthGov-Unternehmens DredgerCorp als gemeinnützig darzustellen. Altmann hatte diese beinahe offengelegt und damit das bereits in Verruf geratene Unternehmen existenziell bedroht. Markoff ließ Altmann anschließend von einem bereits zum Necromorph mutierten Mitarbeiter namens Krax töten und übernahm die Organisation. Durch den Einfluss des Markers war Markoff bald jedoch davon überzeugt, dass dieser ein göttliches Artefakt ist und wollte diesen vervielfältigen lassen, um die Konvergenz einzuläuten.

### Aufkommen der Seuche, erster Necromorph
Während der Erforschung des Markers in der Unterwasserbasis der DredgerCorp stießen die Forscher des inneren Zirkel Markhoff's auf einen Code. Zeitgleich beginnt der Marker auf die Besatzung der Basis einzuwirken und paranormale Aktivitäten treten auf. Die Selbstmordrate schnellt in die Höhe und fast alle Besatzungsmitglieder, die Kontakt mit dem Marker hatten, klagen über Halluzinationen und Kopfschmerzen. Die Halluzinationen manifestieren sich stets mit dem Erscheinen eines verstorbenen Verwandten, der dem Opfer überraschend plausibel seine Anwesenheit erklärt und ihm um einen Gefallen bittet, der zum Tod des Opfers führt.
So bittet z. B. eine Halluzination einen ehemaligen Soldaten, seinen Sauerstoffvorrat mit ihm zu teilen, wofür dieser den Schlauch durchschneiden müsse. In der Annahme einen nicht existierenden Schlauch zu zerschneiden, schneidet sich das Opfer die Kehle durch. Andere Halluzinationen, die sich auch über einen toten Verwandten manifestiert, warnen vor Experimenten mit dem Marker und anderen Interaktionen. Diese würden mit dem Untergang der Menschheit enden. Diese Halluzinationen überlebten die Betroffenen.
Der innere Zirkel kann sich nicht erklären, warum der Marker die Betroffenen vor sich selbst warnen sollte. Deswegen werden die Halluzinationen als unwichtig abgetan und die Forschungen werden fortgeführt. Nach einigen Tagen schafft es der deutsche Biologe Dr. Grote Guthe den Markercode zu entziffern und eine DNA-Probe herzustellen. Es stellt sich heraus, dass die Rasse, die den Marker erbaut hat, weitaus fortgeschrittener und intelligenter war als die Menschheit. Der innere Zirkel stellt die Vermutung auf, dass die Spezies plante das menschliche Erbgut zu assimilieren, um sich zu verbessern.
Während der Beobachtung dieser Probe wird Dr. Guthe von einer Halluzination heimgesucht, die ihn vor weiteren Versuchen mit dem Marker warnt und ihn dazu bringt, die Probe in eine Spritze aufzuziehen und sich selbst zu verabreichen. Durch die „falsche“ Verbindung mit Guthes Erbgut beginnt die Probe in seinem Körper zu mutieren. Guthe erkennt was er getan hat und begibt sich in die Markerhalle, in der Hoffnung, dass der Kontakt zum Marker die Probe neutralisiert. Die Tür zur Halle öffnend löst Guthe den Quarantäne-Alarm aus und kurze Zeit später betreten Militäreinheiten die Halle. Darunter ist Krax, welcher Guthe tötet, ohne zu wissen, dass er damit dem Parasiten einen Wirt überlässt.
Noch auf dem Weg in die Leichenhalle schließt der Parasit die Mutation zum Necromorph ab. Der Necromorph tötet sämtliches sich in der Nähe befindendes Personal und infiziert dieses dadurch. Wenige Minuten später hat sich die Seuche über die komplette Basis ausgebreitet, mit Ausnahme des oberen Administrationsbereichs. Nur Altman, Markoff, Krax und Stevens, die rechte Hand von Markhoff, können entkommen.

### Haupthandlung
Die Story ist in 15 Kapitel eingeteilt, die anders als im Vorgänger fließend ineinander übergehen.
Drei Jahre nach den Ereignissen auf der USG Ishimura leidet der CEC-Mechaniker Isaac Clarke unter Halluzinationen und Gedächtnisverlust. Zu Beginn des Spiels befindet er sich in der psychologischen Abteilung eines Krankenhauses auf der „Titan-Sprawl“ genannten Raumstation, die den Saturn umkreist.
Als es hier plötzlich zu einem Nekromorph-Ausbruch kommt, wird Isaac von einem Mann namens Franco befreit, der jedoch kurz darauf getötet wird. Inmitten der Panik flieht Isaac aus dem Krankenhaus. Während der Flucht wird er von Francos Auftraggeberin Daina über Funk kontaktiert. Sie teilt Isaac mit, dass er sich auf Aegis 7 mit einer besonderen Form der Demenz angesteckt hat, die für ihn früher oder später tödlich enden würde, es jedoch eine Möglichkeit auf Heilung gäbe. Isaac bleibt nichts anderes übrig, als Daina zu vertrauen, und er bahnt sich einen Weg zu ihrer Position, während sich die Nekromorph-Seuche immer weiter in der Station ausbreitet.
Unterwegs erfährt Isaac, dass Hans Tiedemann, der Verwalter der Sprawl, das Kriegsrecht ausgerufen hatte und seine Streitkräften anwies, Isaac zu töten. Er wird außerdem ständig von Nolan Stross, einem weiteren Patienten aus der Psychiatrie, kontaktiert, der vorgibt, Isaac zu kennen und unter der gleichen Art von Demenz zu leiden. Isaac ignoriert Stross zunächst und gelangt nach einigen Strapazen endlich zu Daina. Dort muss er feststellen, dass er die ganze Zeit hinters Licht geführt wurde. Daina offenbart sich als Unitologin, die geschickt wurde, um Isaac zu entführen, da er auf Aegis 7 unterbewusst das notwendige Wissen für den Bau von Markern erlangt hatte.
Sie erzählt ihm, dass die Regierung seine Erinnerungen genutzt hatte, um zu Forschungszwecken einen neuen Marker zu bauen, welcher den derzeitigen Nekromorph-Befall auf der Sprawl auslöste, während die Church of Unitology Isaac im Interesse ihres Glaubens für den Bau eigener Marker haben will. In diesem Moment eröffnet ein EarthGov-Kanonenboot das Feuer auf die Gruppe, so dass alle anwesenden Unitologen in den Weltraum gesogen werden. Isaac überlebt dank seines Vakuum-Anzugs und gelangt wieder in das Innere der Sprawl.
Hilflos, ohne Verbündete oder einen durchführbaren Fluchtplan, wird Isaac erneut von Stross kontaktiert. Stross behauptet, dass auch seine Erinnerungen für den Bau des Markers verwendet wurden und es einen Weg gibt, diesen zu zerstören, wenn sie es zum Regierungssektor der Sprawl schaffen. Isaac lässt sich auf die Zusammenarbeit ein, da sie offensichtlich nur gemeinsam den Marker zerstören können. Auf der Suche nach einem Weg zum Regierungssektor erleidet Isaac häufig Halluzinationen seiner Demenz, überwiegend aggressive Erscheinungen seiner Freundin Nicole, welche während der Ereignisse vor Dead Space starb.
Unterwegs treffen Isaac und Stross auf eine Überlebende, eine CEC-Mitarbeiterin namens Ellie Langford, die sich nach anfänglichem Zögern ihrer Sache anschließt. Stross‘ Geisteszustand verschlechtert sich jedoch zunehmend und er beginnt die Mission zu gefährden. Währenddessen versucht Tidemann zunehmend aggressiv zu verhindern, dass Isaac und Stross zum Marker gelangen. So kappt er unter anderem die Energieversorgung des Zivilsektors der Sprawl, wodurch die Lebenserhaltungssysteme langsam ausfallen. Doch Isaac kann dem entgegenwirken, indem er mit Ellies Unterstützung die Solaranlage oberhalb der Station manuell ausrichtet und wieder aktiviert.
Isaac, Ellie und Stross gelingt es über das Bahnsystem der Sprawl Zugang zum Regierungssektor zu erlangen. Tidemann versucht erneut ihren Plan zu vereiteln und trennt mithilfe des Solarstrahls den Regierungssektor gewaltsam vom Rest der Sprawl. Allerdings entdeckt Isaac in direkter Nähe die USG Ishimura, die zur Reparatur an die Station gedockt ist. Er begibt sich an Bord, um den Regierungssektor mit Hilfe der Gravitationsstrahlen des Bergbauschiffs daran zu hindern, von der Sprawl wegzudriften.
Als die Gruppe den Regierungssektor endlich erreicht verliert Stross die Beherrschung und greift zuerst Ellie und dann Isaac an. Ellie verliert dabei ein Auge, bevor Isaac Stross töten kann. Isaac und Ellie dringen tiefer in den Regierungssektor vor und finden ein intaktes Kanonenboot, mit dem eine Fluchtmöglichkeit von der Station besteht. Da Isaac Ellie jedoch nicht noch mehr in Gefahr bringen will, schickt er sie mit dem Kanonenboot per Autopilot weg und bittet sie darum sich in Sicherheit zu bringen, was Ellie traurig stimmt.
Auf sich allein gestellt durchsucht Isaac die EarthGov-Einrichtung. Seine Visionen von Nicole werden dabei brutaler und versuchen ihn von seiner Mission abzubringen. Isaac gesteht, voller Schuldgefühle zu sein, da er Nicole einst davon überzeugte, auf der Ishimura anzuheuern, weswegen er sich für ihren Tod verantwortlich fühlt. Die Vision wird daraufhin freundlicher und enthüllt, dass „Akzeptanz“ der letzte Schritt von Isaacs Genesung sei. Schließlich stößt er im Zentrum der Einrichtung auf den riesigen Marker, der von Nekromorphs umgeben ist.
Just dann leitet der Marker das „Konvergenz“-Ereignis ein, das von Unitologen seit Jahrhunderten vorhergesagt wird. Geleitet von der Vision von Nicole gelangt Isaac zu einer Maschine, welche die blockierten Bereiche seines Gehirns entschlüsselt, welche die Marker-Codes enthalten. Anschließend kämpft Isaac sich zum Marker durch und trifft auf den wahnsinnig gewordenen Tidemann, welchen Isaac es gelingt zu töten. Er nähert sich dem Marker, als die Vision von Nicole ihn plötzlich in seinen eigenen Geist zieht. Dort wird ihm offenbart, dass der einzige Weg, „wiedergeboren“ zu werden darin besteht, den Körper und Geist desjenigen zu absorbieren, der den Marker geschaffen hat. Nach einem finalen Kampf ist Isaac mental in der Lage, sich vom Einfluss des Markers zu befreien, während er in der Wirklichkeit den Marker zerstört.
Als Isaac wieder zu Verstand kommt, ist er bereit sein Schicksal zu akzeptieren, während die Zerstörung des Markers zum Kollaps der Station führt. Glücklicherweise bricht unerwartet Ellie mit dem Kanonenboot durch die Decke der Marker-Kammer und sammelt Isaac ein. Es gelingt ihnen knapp zu entkommen, bevor die Sprawl in einer gewaltigen Explosion vernichtet wird.
Nach dem Abspann ist eine Funkübertragung zwischen einem unbekannten Untergebenen und seinem ranghöheren Vorgesetzten zu hören. Der Untergebene teilt mit, dass die Titan-Sprawl, welche von ihm „Marker-Stätte 12“ genannt wird, und der Marker zerstört wurden, woraufhin der Vorgesetzte sagt, die anderen Standorte müssten „die Trümmer einsammeln“.

### Charaktere
- Isaac Clarke, ein CEC-Mechaniker, ist der Protagonist von Dead Space 2. Die gesamte Handlung von Dead Space und Dead Space 2 dreht sich größtenteils um ihn. Im Gegensatz zum ersten Teil spricht Isaac nun in Zwischensequenzen.
- Im Verlauf der Handlung trifft man die CEC-Maschinenfahrerin Ellie Langford, eine der letzten Überlebenden der Sprawl. Sie unterstützt Isaac in einigen Situationen. Später hilft sie ihm in den Regierungssektor einzudringen.
- Nolan Stross ist ein weiterer Überlebender, der ähnlich wie Isaac an Demenz und Paranoia leidet. Diese verschlimmert sich im Spielverlauf. Im Verlauf der Handlung erfährt man, dass Stross ein Wissenschaftler war, der sich mit dem Marker befasste und durch den Kontakt mit diesem zum Mord seiner Frau und seines Sohns gezwungen wurde.
- Hans Tiedemann ist der von EarthGov eingesetzte Direktor der Sprawl und repräsentiert die Regierung. Zu Beginn von Dead Space 2 ruft Tiedemann den Not- sowie Kriegszustand aus, um Isaac aufzuhalten. Er sieht es als sein Recht, den Marker und die mit ihm verbundenen Geheimnisse zu erfahren und somit der menschlichen Spezies zu absoluter Macht zu verhelfen. Im Laufe des Spiels verfällt Tiedemann durch den Kontakt zum Marker dem Wahnsinn und versucht mit allen Mitteln Isaac davon abzuhalten den Marker zu zerstören. Am Ende kommt es zum Showdown zwischen Tiedemann und Clarke.

### Schauplätze
Die gesamte Story spielt auf der Raumstation The Sprawl sowie auf dem angedockten Raumschiff USG Ishimura.

#### Die Sprawl
Die Sprawl (normalerweise als Titan Station bekannt) ist eine riesige zivile Raumstation. Sie wird als große, weitestgehend autarke Metropole beschrieben. Die Sprawl wurde auf den Überresten des Saturnmondes Titan erbaut. Titan war das Ziel des allerersten Planetcracks. Er wurde ausgewählt, da der Mond effektiv von der Erde beliefert werden konnte. Erst nach der Erfindung des „Shockpoint-Antriebs“ durch Hideki Ishimura wurde es möglich auch Planeten jenseits des Sonnensystems „abzuernten“. Nach ihm wurde auch die danach erbaute Ishimura benannt. Die Sprawl hat eine eigene Regierung und Polizei, steht jedoch unter der Kontrolle der Erdregierung (EarthGov).
Die Sprawl ist in zwei Sektoren unterteilt, den zivilen Sektor und den Regierungssektor. Beide Sektoren sind durch drei „Röhren“ verbunden. Der zivile Sektor umfasst mit seinen gewaltigen Bauten und Strukturen den kompletten Halbkreis, der den Titan-Splitter umkreist. Die CEC-Niederlassung befindet sich in der Mitte des Zivilsektors. Während der Handlung von Dead Space: Mobile öffnet der Protagonist Vandal die Verbindungstunnel des Zivilsektors mit den Minen und ermöglicht es so den Necromorphs sich auszubreiten. Der Regierungssektor befindet sich auf dem Splitter, der vom Rest der Sprawl umkreist wird. Der Sektor beherbergt einen Shuttleport, die EarthGov-Einrichtungen sowie das riesige Forschungslabor, in dessen Mitte sich „Projekt Annex“ befindet – die Kammer, in welcher der Marker gebaut wurde. Zusammen mit Isaac und Ellie gelangten erstmals Necromorphs in den Sektor, der vorher von kinetischen Barrieren geschützt wurde.
In den drei Jahren, nachdem Isaac aus seinem Fluchtshuttle gerettet wurde, ließ Tiedemann Isaac Clarke und Nolan Stross in das zentrale medizinische Labor im Regierungssektor verschleppen, um auf Grundlage der vom Roten Marker hinterlassenen Blaupausen einen neuen Marker zu bauen. Nach Fertigstellung des Markers begannen ähnliche Vorfälle, wie die in Dead Space: Downfall auf Aegis 7 und der Ishimura dargestellten Ereignisse. Vor allem Kinder wurden unruhig und gewaltsame Übergriffe häuften sich. Zwar gab es keine Nachweise, wo die Infektion zuerst ausbrach, doch ist es wahrscheinlich, dass sich ein Arbeiter bei den Instandsetzungen der Ishimura mit der „Korruption“ genannten Biomasse – durch den neuen Marker reaktiviert – infizierte. Kurz nach dem Auftreten erster Necromorphs wurde die Evakuierung befohlen, das Kriegsrecht ausgerufen und der Regierungssektor abgeriegelt. Trotzdem erlagen Millionen dem plötzlichen Ansturm der Necromorphs.

#### USG Ishimura
Die USG Ishimura war der Haupthandlungsort des ersten Teils. Das um 2446 gebaute Schiff ist ein Planetcracker und wurde entwickelt, um Rohstoffe ferner Planeten auszubeuten. Sie wird als Retterin der Erde und ihrer Kolonien angesehen, da sie neue Rohstoffe in das inzwischen völlig ausgebeutete Erdsystem bringt. Zum Zeitpunkt der Vorfälle von Aegis VII steht die Ishimura sechs Monate vor ihrer Stilllegung. Die Ishimura wurde nach den Ereignissen des ersten Teils von Aegis VII zur Sprawl gebracht und wird dort von der Regierung und der Concordance Extractions Corporations (C.E.C.) untersucht und repariert. Im zehnten Kapitel des Spiels kehrt man auf die noch in Reparatur befindliche Ishimura zurück. Währenddessen erfährt man, dass die Necromorphs die direkte Anwesenheit eines Markers benötigen, um existieren zu können. Ist keiner vorhanden, bleibt von den Necromorphs lediglich eine Art Schleim (die „Korruption“) übrig. Die Regierung tarnt die Geschehnisse auf der Ishimura als Terroranschlag.

## Veränderungen zum Vorgänger
Das Waffenarsenal wurde gegenüber dem Vorgänger von sieben auf zehn Waffen erweitert, die jedoch weiterhin nicht als gut genug ausdifferenziert wahrgenommen wurden. Insbesondere haben manche Waffen praktisch den gleichen Anwendungszweck, sodass es sich z. B. nicht lohnt den Flammenwerfer und die Plasmakanone aufzurüsten, da beide gegen die gleichen Gegnertypen wirksam sind. Auch die sekundären Feuermodi der Waffen brachte in dieser Hinsicht keine Abhilfe.
Die Speerkanone wurden hingegen wohlwollend aufgenommen, da sie die Spielmechanik Gegner aufzuspießen aus dem Vorgänger aufnimmt und besser zugänglich macht. Außerdem kann sich der Spieler dank Raketenantrieb nun frei durch die Schwerelosigkeit bewegen, statt nur von Oberfläche zu Oberfläche zu springen.

## Entwicklung und Veröffentlichung
Ein geschlossener Mehrspieler-Betatest begann am 23. September 2010, eine Demoversion wurde für Xbox Live und das PlayStation Network erschien am 21. Dezember 2010.
Das Bundesland Bayern legte sein Veto gegen die USK-Freigabe „keine Jugendfreigabe“ von Dead Space 2 ein. Der Titel musste deswegen nach zuvor fünf Prüfungen erneut geprüft werden. Dieser Vorgang sei laut Publisher EA in der Geschichte der USK einmalig. Die erneute Prüfung durch die USK bestätigte die Freigabe. Dead Space 2 erschien daher erst Ende Februar 2011 in Deutschland, etwa einen Monat nach dem Rest Europas. Ende Januar 2013 bekam schließlich auch die ungeschnittene Fassung keine Jugendfreigabe.
Das Spiel wurde kurz vor der Veröffentlichung wegen einer kontroversen Marketingkampagne diskutiert, bei der 200 Müttern unter dem Vorwand der Marktforschung Spielszenen gezeigt wurden. Ihre Reaktionen wurden aufgenommen und anschließend im Internet veröffentlicht.

### Zusätzliche Inhalte
Ein erster DLC mit dem Titel Dead Space 2: Severed wurde am 25. Januar 2011 für PlayStation 3 und Xbox 360 angekündigt und am 2. März 2011 veröffentlicht. Severed erzählt die parallel zur Haupthandlung verlaufende Geschichte zweier Charaktere aus Dead Space: Extraction. Der DLC ist nicht für die PC-Version erhältlich und ist laut Electronic Arts mit den geschnittenen USK-Versionen des Spiels inkompatibel. Zur Irritation von PC-Spielern stellte sich heraus, dass einige kleine DLCs, die als konsolenexklusiv beworben wurden, bereits auf verkauften PC-DVDs enthalten waren und durch Savegame-Manipulationen freigeschaltet werden können.

### Adaptionen
Am 10. Dezember 2010 erschien der Grafic Novel Dead Space: Salvage, deren Handlung zwischen Dead Space und Dead Space 2 spielt. Sie beschreibt die Wiederentdeckung der USG Ishimura durch die Magpies, einer Gruppe gesetzloser Minenarbeiter, nach den Vorfällen von Aegis VII. Am 24. Januar 2011 erschien der Animationsfilm Dead Space: Aftermath, der die Ereignisse nach der Flucht des Protagonisten von Aegis VII beschreibt.

## Rezeption
Dead Space 2 erhielt ähnlich gute Wertungen wie der Vorgänger mit durchschnittlichen Bewertungen im Bereich 9 von 10. Von Kritikern gelobt wurde die beklemmende Atmosphäre. Schockmomente, verschiedene Gegnertypen, abwechslungsreiche Schauplätze und eine intensive Klangkulisse trugen dazu bei. Ebenso wurden die Rätselelemente, die einfache und responsive Steuerung, die guten Lichteffekte und eine überdurchschnittlich lange Spielzeit positiv bewertet. Außerdem wurde positiv vermerkt, dass Clarke nun mit anderen Figuren spricht und sich Gedanken um deren Probleme macht, ihnen hilft etc. Die gelegentlichen und zunehmend stärker werdenden Halluzinationen tragen positiv zur Kulisse bei und geben dem Spieler die Möglichkeit, sich in Isaac hineinzuversetzen.
Kritisiert wurde insbesondere die überladene Tastaturbelegung, das stumpfe wiederholte Drücken einer Taste in Quick-Time-Events, die nun seltener vorkommenden spontanen Bosskämpfe und eine hohe Wiederverwertungsrate von Texturen und Raumabschnitten sowie unlogische Levelzusammenhänge (Kinderzimmer endet plötzlich an einer Bahnstation).